# Canali Wii

I Canali Wii nel menu principale della console

I Canali Wii sono una delle principali caratteristiche della console Nintendo Wii. Sono speciali canali accessibili dal menu principale, che compare non appena si accende la console.
La filosofia che sta dietro all'ideazione dei Canali Wii è quella di aumentare il numero di canali disponibili sul televisore e far utilizzare la console ogni giorno a tutti i membri della famiglia. Infatti il Wii distribuiva, con l'utilizzo della WiiConnect24, nuove informazioni e dati che aggiornavano i canali quotidianamente.

## Aggiornamenti
Nintendo ha più volte dichiarato che i Canali Wii sarebbero aumentati e soprattutto sarebbero stati disponibili nuovi aggiornamenti per migliorare quelli già esistenti, ma tali dichiarazioni non hanno quasi mai avuto seguito. Nintendo scelse di chiudere e disattivare quasi tutti i Canali Wii: dal 27 giugno 2013 i canali Nintendo, Notizie, Meteo, Vota Anche Tu e Concorsi Mii non sono stati più disponibili, riducendo i servizi offerti ai possessori del Nintendo Wii.

## Disposizione
I Canali Wii sono disposti su una griglia di 4 per 3, ma la loro posizione può essere modificata a proprio piacimento tenendo premuto i pulsanti A e B insieme puntando sul canale che si vuole spostare; la posizione del Canale Disco invece non può essere modificata. Ogni gioco scaricato dalla Virtual Console e da WiiWare troverà posto nel menu con un nuovo canale. Per giocarci basterà selezionare tale canale.

### Canale Disco
Permette di avviare il gioco, sia con un disco Wii sia con un disco appartenente al Nintendo GameCube. Il Canale Disco si trova in alto a sinistra del menu principale della console e la sua posizione non può essere modificata.

### Canale Mii
Permette di creare una fedele caricatura digitale di se stessi o chiunque altro, per poi salvarla sul Wii in modo da utilizzarla in altri Canali Wii o nei giochi che supportano tale funzione (ad esempio Wii Sports o Guitar Hero World Tour). Prima della chiusura di WiiConnect24, attraverso la connessione ad Internet era possibile inviare o ricevere i Mii degli amici, i quali andavano a radunarsi nel "Corso Incontri".

### Canale Foto
Permette di importare le proprie fotografie digitali sulla console, attraverso una scheda SD oppure una chiavetta USB, organizzarle e modificarle con vari simpatici effetti o fare presentazioni da mostrare agli amici. Tramite questo canale è anche possibile visualizzare e modificare video. Attraverso il servizio WiiConnect24, prima della sua chiusura, questi file potevano essere spediti ad altre Wii precedentemente registrati sulla console tramite codice amico o inviarli tramite email. È stato aggiornato alla versione 1.1, che permette, fra le altre cose, di cambiare l'illustrazione del canale e di ascoltare i file musicali in formato AAC contenuti nella SD eventualmente inserita nello slot apposito; non è però più possibile ascoltare i file MP3. Un ulteriore innovamento del Canale Foto 1.1 è la possibilità di vedere filmati con il formato AVI, con codifica video MJPEG e codifica audio PMC, la dimensione massima è 720 x 480 pixel.

### Canale Wii Shop
Permetteva di scaricare i giochi della Virtual Console, nuovi Canali Wii e giochi WiiWare. Con il Canale Virtual Console e WiiWare era possibile scaricare software, gratis (Canali Wii) o a pagamento (giochi), prodotto da Nintendo o da terze parti grazie a carte prepagate denominate Wii Points Card. Il canale è stato chiuso definitivamente il 30 gennaio 2019.

### Canale Meteo
Permetteva di consultare le previsioni del tempo aggiornate quotidianamente. Le previsioni erano relative a tutto il mondo ed erano consultabili tramite un'interfaccia in cui era possibile "manipolare" la Terra e zoomare sulle zone che interessavano. La funzione WiiConnect24 di Wii aggiornava automaticamente il canale con nuove previsioni. Il canale è stato chiuso il 27 giugno 2013 come conseguenza della chiusura di WiiConnect24.

### Canale Internet
Si tratta di un browser web sviluppato da Opera Software per la console Nintendo. Scaricabile dal Canale Wii Shop, permette di navigare su Internet dal televisore. In aprile è stata distribuita la versione definitiva, scaricabile gratis fino a giugno 2007. Chi ha scaricato il browser gratuitamente può continuare a utilizzarlo per tutta la vita utile della console senza pagare nulla. Il 1º settembre 2009 il Canale Internet è stato migliorato ulteriormente ed è tornato gratuito. Chiunque lo avesse acquistato in precedenza, al costo di 500 Wii Points, ha ricevuto a partire da ottobre 2009 un titolo NES dalla Virtual Console per lo stesso valore.

### Canale Notizie
Permetteva di visualizzare notizie aggiornate in tempo reale. L'interfaccia era simile a quella del Canale Meteo e permetteva quindi di selezionare le notizie in base al luogo di provenienza. Era anche possibile selezionare un genere di notizie particolare. La funzione WiiConnect24 di Wii aggiornava automaticamente il canale con nuove notizie e novità. Le lingue disponibili erano italiano (agenzia ANSA), inglese, francese, spagnolo, tedesco e olandese (agenzia Associated Press). Il canale è stato chiuso il 27 giugno 2013 a causa della chiusura di WiiConnect24.

### Canale Vota Anche Tu
Era un canale in cui periodicamente venivano proposti dei semplici sondaggi che prevedevano la scelta tra due opzioni. Per ogni sondaggio era possibile votare una risposta e/o fare delle previsioni su quale sarebbe stata la risposta più votata dagli utenti. Una volta concluso il sondaggio, venivano rese disponibili le statistiche nazionali (o mondiali in caso di sondaggio internazionale) per ogni sondaggio. Un'altra funzione presente era Proponi un sondaggio, che permetteva agli utenti di proporre nuovi sondaggi. Il Canale Vota Anche Tu poteva essere scaricato dal Canale Wii Shop gratuitamente e necessitava di una connessione Internet. Il canale è stato chiuso il 27 giugno 2013 a causa della chiusura di WiiConnect24. Tuttavia, a differenza degli altri canali, il Canale Vota Anche Tu rimane accessibile agli utenti ed è possibile vedere le statistiche degli ultimi sondaggi, anche se non è più aggiornato.

### Canale Concorsi Mii
Permetteva di iscrivere i propri Mii a vari concorsi a tema organizzati da Nintendo, come ad esempio creare un Mii somigliante a un personaggio famoso, oppure di inviare i propri Mii nella Piazza Sfilate, dove si potevano ammirare tutti i Mii inviati dai vari utenti ed era anche possibile salvarli nella propria console. Era anche possibile creare il proprio "profilo di artigiano Mii" con il quale si potevano caricare i propri Mii sulla Piazza Sfilate. Il Canale Concorsi Mii poteva essere scaricato gratuitamente dal Canale Wii Shop e necessitava di una connessione Internet. È stato chiuso il 27 giugno 2013 a causa della chiusura di WiiConnect24.

### Canale Nintendo
Permetteva di visualizzare spot televisivi e interviste agli sviluppatori di titoli Nintendo. Dava anche la possibilità di scaricare gratuitamente demo di giochi appartenenti alla console portatile Nintendo DS. Il software scaricato non veniva salvato, ma si cancellava automaticamente una volta spenta la console. Il Canale Nintendo poteva essere scaricato dal Canale Wii Shop gratuitamente. Il canale è stato chiuso il 27 giugno 2013 a causa della chiusura di WiiConnect24.

### Canale Mario Kart
Era un canale disponibile solo con il titolo Mario Kart Wii per tenere sotto controllo la propria posizione nella classifica del gioco, vedere se i propri amici erano disponibili a giocare online e partecipare a gare internazionali. Il canale è stato chiuso il 20 maggio 2014 a causa della chiusura di Nintendo Wi-Fi Connection.

### Canale Wii Fit
Permette di monitorare i progressi e vedere i risultati degli allenamenti compiuti con Wii Fit fino a 8 persone. I propri dati saranno visualizzati sotto forma di grafici e i Mii cambieranno aspetto in base ai chili persi.

### Canale Wii Fit Plus
Questo canale mantiene intatte le caratteristiche della versione precedente permettendo di pesare anche i propri animali domestici grazie alle possibilità offerte da Wii Fit Plus.

### Canale Metroid Prime 3
Era un canale che offriva l'opportunità di conoscere in anteprima (con video, immagini ecc.) informazioni sul gioco Metroid Prime 3: Corruption. Ora non è più disponibile.

### Canale Wii Speak
Permetteva di avviare una chat vocale con altri possessori di Wii Speak. Era scaricabile tramite Wii Download Ticket. Il canale è stato chiuso il 20 maggio 2014.

### Canale La Fortuna ti Sorride
Il canale permette di registrare fino a sei Mii e relativa data di nascita per ricevere un oroscopo giornaliero dettagliato (amore, lavoro, studio, comunicazione e denaro), suggerimenti sullo stile di vita, consigli su cosa mangiare e l'affinità del giorno tra due Mii. Le previsioni sono disponibili già dalla sera precedente. È stato lanciato il 9 settembre 2009 in tutta Europa ed era scaricabile gratuitamente dal Wii Shop prima della chiusura di quest’ultimo.

### Canale Rabbids Go Home
Grazie a questo canale si può accedere ai vari concorsi del gioco Rabbids Go Home senza inserire il disco del videogame. È possibile installarlo solo se si possiede il titolo. Il canale è stato chiuso il 20 maggio 2014 a causa della chiusura di Nintendo Wi-Fi Connection.

### Bacheca Wii
Con questa funzione gli utenti della console potevano lasciare messaggi ai propri familiari su una bacheca avente anche un calendario integrato. Con WiiConnect24, oltre alla possibilità di inviare messaggi anche ad altri possessori della console, si potevano ricevere aggiornamenti da parte di Nintendo destinati al software come mappe, livelli aggiuntivi, nuovi accessori ecc. È stata chiusa il 27 giugno 2013 a causa della chiusura di WiiConnect24.

### Canale Aggiornamento dati di The Legend of Zelda: Skyward Sword
Questo canale permette di risolvere un bug del gioco The Legend of Zelda: Skyward Sword modificandone il salvataggio nel caso si presenti.

### Canale TV Kirby
Reso disponibile il 23 giugno 2011, permetteva di vedere per un periodo limitato di tempo la serie animata Kirby. L'iniziativa venne rinnovata a partire dal 5 aprile 2012. Ora non è più disponibile.

### Demae Channel
Disponibile esclusivamente in Giappone, il Demae Channel permetteva agli utenti di ordinare cibo a domicilio direttamente dalla console. Il servizio, sviluppato da Nintendo e Denyusha, venne lanciato il 26 maggio 2009 e rimase attivo fino al 31 marzo 2017. Gli utenti potevano scegliere tra vari ristoranti e tipi di cucina, e il pagamento avveniva alla consegna.